# مسرح لوس أنجلوس

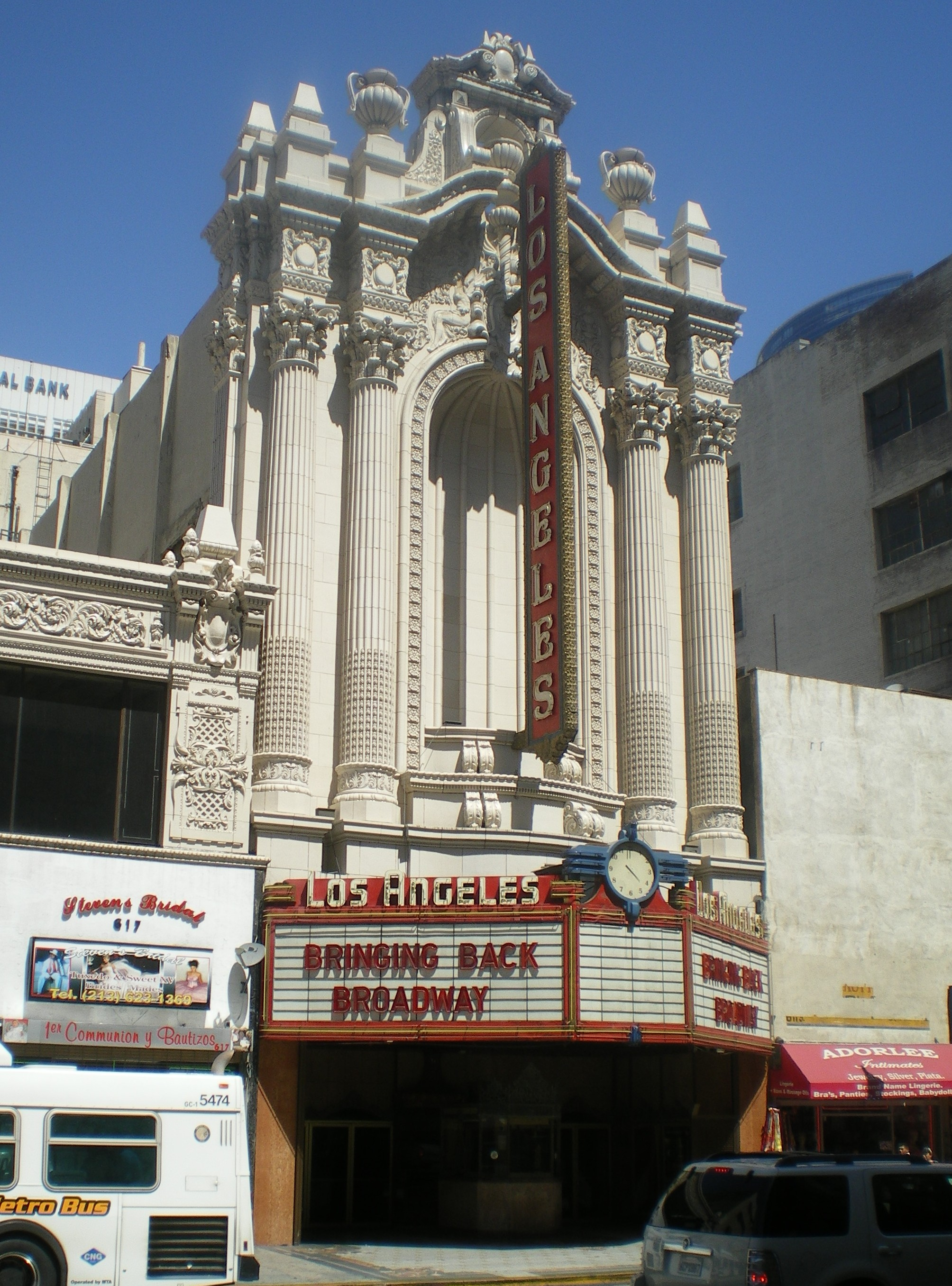
مسرح لوس أنجلوس - 2008

مسرح لوس أنجلوس هو قصر سينمائي تاريخي يتسع لـ 2000 مقعد ويقع في 615 S. برودواي في منطقة المجوهرات ومنطقة مسرح برودواي في قلب وسط مدينة لوس أنجلوس التاريخي.

## التاريخ
بُني هذا المسرح في لوس أنجلوس أواخر عام ١٩٣٠ وأوائل عام ١٩٣١. بتكليف من إتش. إل. جومبينر، وهو عارض أفلام مستقل من شيكاغو، والذي بنى أيضًا مسرح تاور المجاور. صممه إس. تشارلز لي، وصمويل تيلدن نورتن، ويتميز بتصميم داخلي على الطراز الباروكي الفرنسي. بدرجه المركزي الفخم وستائره المقصبة بالذهب، اعتُبر لسنوات عديدة من أفخم معالم المدينة. ويُقال إن تصميمه الداخلي الفخم قد صُمم على غرار قاعة المرايا في قصر فرساي. توجد نافورة كريستالية في أعلى الدرج الكبير، بينما يوجد مطعم وقاعة رقص في الطابق السفلي.